# Дубакино (Ивановская область)
Дубакино — деревня в Савинском районе Ивановской области России, входит в состав Воскресенского сельского поселения.

## География
Деревня расположена в 7 км на юг от центра поселения села Воскресенское и в 16 км на юго-восток от райцентра посёлка Савино на автодороге Р-71 Ковров — Шуя — Кинешма.

## История
В старинные времена Дубакино было вотчиной московского Богоявленского монастыря. В начале XVII столетия в селе существовала церковь в честь Святого пророка Илии. В 1803 году прихожане своими средствами построили каменную церковь с колокольней и оградой. Главный холодный престол церкви был освящён в честь Рождества Пресвятой Богородицы, а тёплый придельный — в честь Святого пророка Илии. В 1864 году тёплый придел был расширен, и в нём устроен другой престол — в честь Казанской иконы Божьей Матери. В селе имелась церковно-приходская школа, помещавшаяся в собственном здании. В годы советской власти церковь была полностью разрушена.
В конце XIX — начале XX века село входило в состав Алексинской волости Ковровского уезда Владимирской губернии. В 1859 году в селе числилось 35 дворов, в 1905 году — 41 двор.
С 1929 года село входило в состав Непотяговского сельсовета Ковровского района Ивановской области, с 1935 года — в составе Савинского района, с 1954 года — в составе Корзинского сельсовета, с 1974 года — в составе Воскресенского сельсовета, с 2005 года — в составе Воскресенского сельского поселения.

## Население
| 1859 | 1905 |
| ---- | ---- |
| 174  | 229  |

| 1859 | 1905 | 2010 |
| ---- | ---- | ---- |
| 174  | ↗229 | ↘4   |